# Ганс-Георг Трокс
Ганс-Георг Трокс (нім. Hans-Georg Trox; 21 січня 1916, Шроц — 16 червня 1943, Середземне море) — німецький офіцер-підводник, капітан-лейтенант крігсмаріне.

## Біографія
3 квітня 1936 року вступив на флот. З 1 жовтня 1938 року — офіцер роти 12-го дивізіону корабельних гармат. З вересня 1939 року — вахтовий офіцер, потім — командир корабля  в 6-й флотилії мінних тральщиків. З 29 вересня 1941 по 23 березня 1942 року пройшов курс підводника. 24 березня 1942 року переданий в розпорядження 1-го навчального дивізіону підводних човнів, в травні 1942 року — 29-ї флотилії. З червня 1942 року — 1-й вахтовий офіцен па підводному човні U-83. З 28 грудня 1942 по 29 січня 1943 року пройшов курс командира човна. З 2 лютого 1943 року — командир U-97, на якому здійснив 2 походи (разом 36 днів у морі). 16 червня U-97 був виявлений австралійським бомбардувальником-патрульним літаком «Хадсон» західніше Хайфи і потоплений глибинними бомбами. 21 члени екіпажу були врятовані, 27 (включаючи Трокса) загинули.
Всього за час бойових дій потопив 2 кораблі загальною водотоннажністю 10 174 тонни.
| Дата           | Назва корабля | Тип               | Тоннаж | Вантаж                                                                           | Екіпаж | Загинули | Країна             |
| -------------- | ------------- | ----------------- | ------ | -------------------------------------------------------------------------------- | ------ | -------- | ------------------ |
| 12 червня 1943 | Palima        | Торговий пароплав | 1,179  | 720 тонн боєприпасів, карбіду, фарби та кислот і 4 вантажівки як палубний вантаж | 61     | 24       | Нідерланди         |
| 15 червня 1943 | Athelmonarch  | Тепловий танкер   | 8,995  | 13 600 тонн адміралтейського мазуту                                              | 51     | 4        | Британська імперія |

## Звання
- Кандидат в офіцери (3 квітня 1936)
- Морський кадет (10 вересня 1936)
- Фенріх-цур-зее (1 травня 1937)
- Оберфенріх-цур-зее (1 липня 1938)
- Лейтенант-цур-зее (1 жовтня 1938)
- Оберлейтенант-цур-зее (1 жовтня 1940)
- Капітан-лейтенант (1 червня 1943)

## Нагороди
- Залізний хрест 2-го класу (1940)
- Нагрудний знак мінних тральщиків (1941)
- Нагрудний знак підводника (21 серпня 1942)